# Sabana atigrada

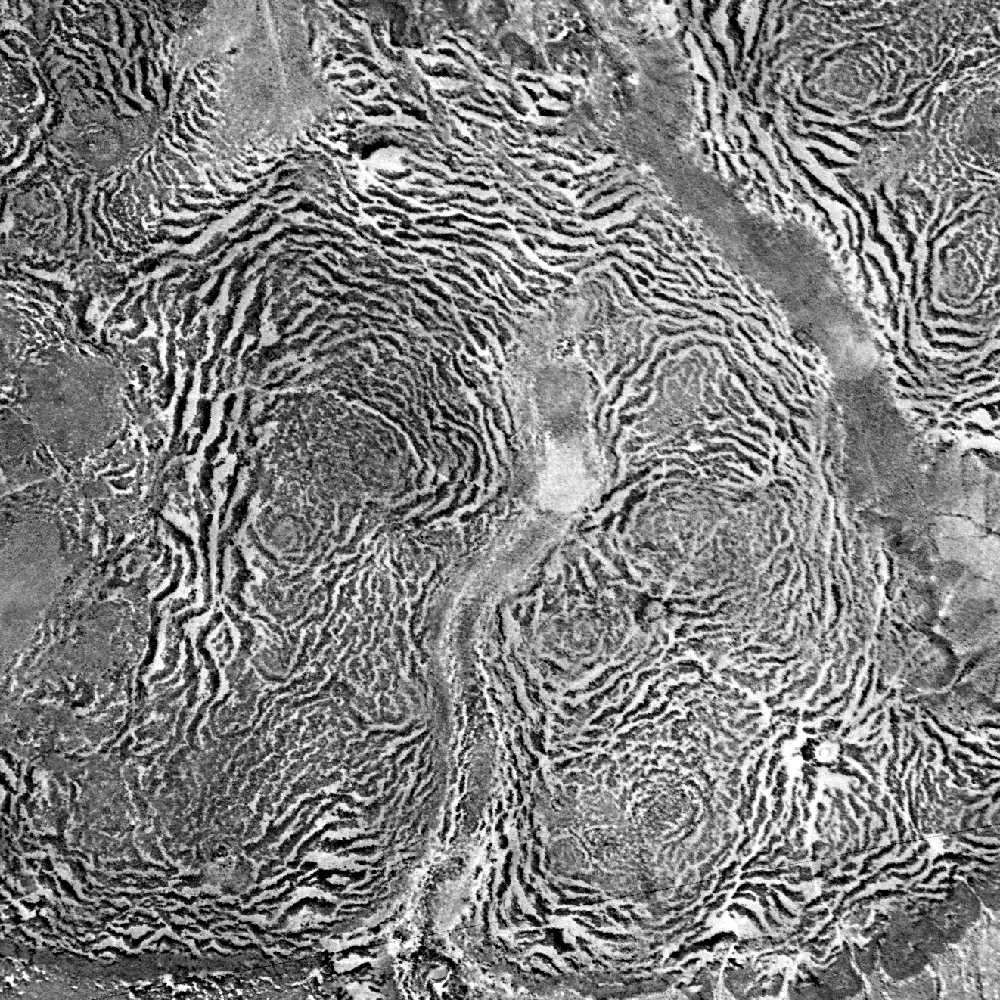
Vista aérea de la meseta de sabana atigrada de Níger. La vegetación aparece en color oscuro y el color blanco es suelo desnudo. La distancia entre las sucesivas bandas de vegetación es de 60 a 120 metros. La foto es de 1965, del satélite Corona KH-4A.

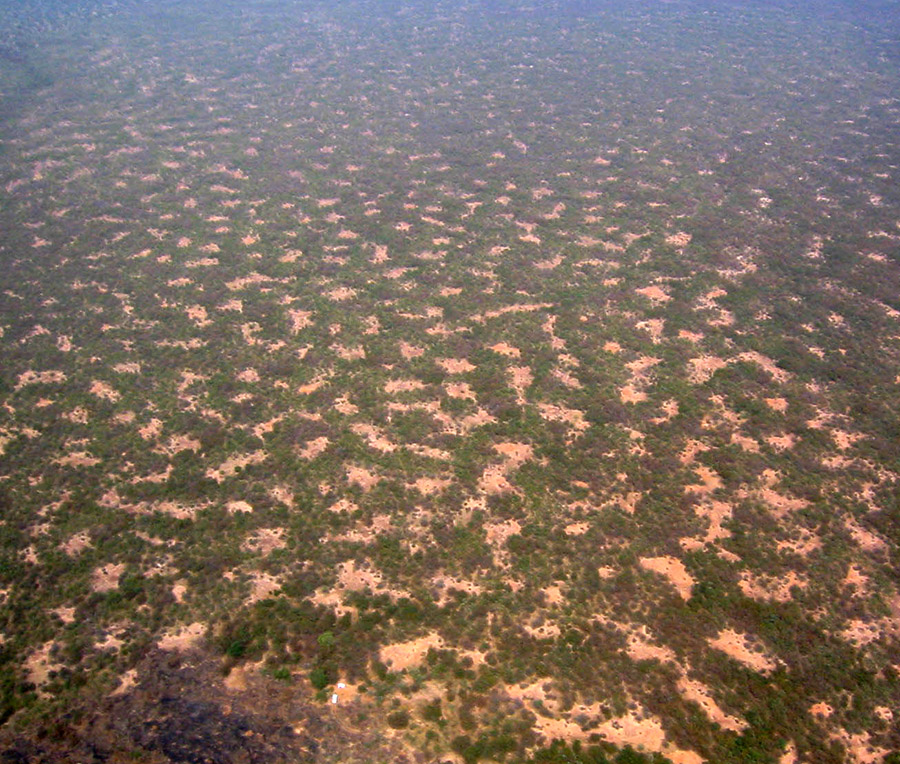
Sabana atigrada en el Parque nacional de W, en Níger. La distancia entre dos grupos de maleza es de 50 m

La sabana atigrada (tiger bush en inglés o brousse tigrée, en francés) es un tipo de vegetación en mosaico o a bandas que sigue un patrón que consiste en franjas de árboles, matorrales o hierba, separados por tierra desnuda o con escasa cobertura vegetal, que se extienden paralelamente a las curvas de nivel del terreno. Estos patrones se dan en laderas de escasa altitud en regiones áridas y semiáridas, por ejemplo, en Australia, el Sahel y Norteamérica.
Debido a su capacidad de retención del agua, muchas especies de la sabana atigrada se dan solo bajo un régimen de precipitaciones elevado.

## Formación
Este tipo de patrones alternos crecen por ls interacción de fenómenos hidrológicos, ecológicos y erosivos. En las regiones donde se forma la sabana atigrada, el crecimiento está limitado por el agua. La escasez de las precipitaciones evita que la vegetación cubra por entero el paisaje.  En lugar de esto, árboles y matorrales establecen líneas que retienen la humedad del suelo que desciende por la ladera o hunden sus raíces profundamente en busca de la humedad. 
Por una combinación de hojarasca alrededor de las plantas y de raíces más extensas y proclives a captar el agua, con el aumento correspondiente de la superficie destinada a atrapar la escorrentía, algunas zonas salen más beneficiadas que otras.
Como contraste, las áreas entre estas plantas más grandes contienen una gran porción de tierra desnuda con plantas herbáceas. La costra del suelo, endurecida, dificulta la infiltración.

## Explotación y conservación
Árboles y matorrales que forman la sabana atigrada se usan para hacer leña o como forraje para el ganado. La mayor pérdida de sabana atigrada se da en torno a Niamey y en Níger, amenazadas además por las jirafas, y también en Burkina Faso.